# Piet Zwart

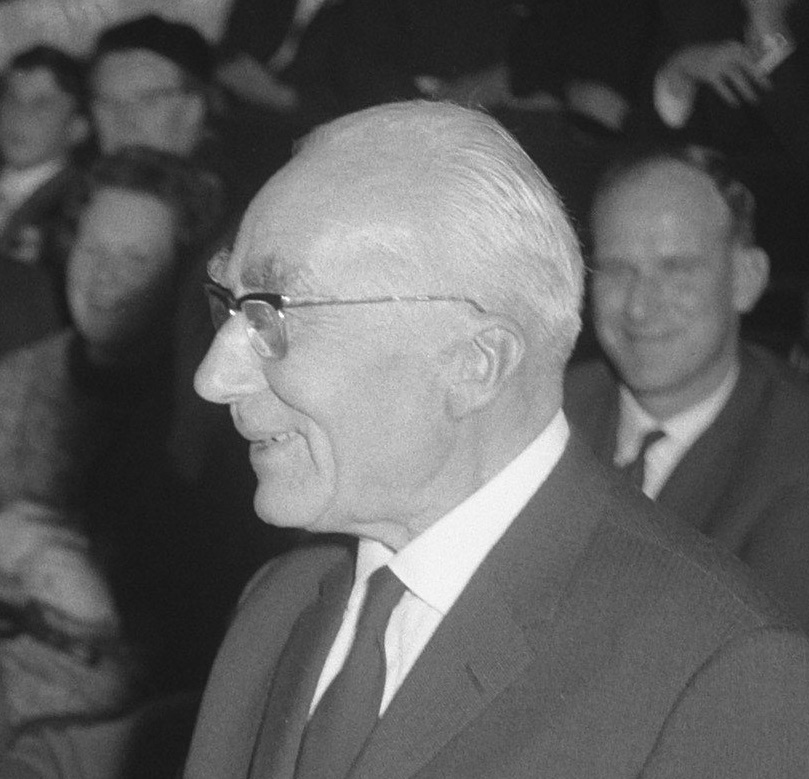
Zwart (1964)

Piet Zwart (* 28. Mai 1885 in Zaandijk; † 24. September 1977 in Wassenaar) war niederländischer Typograf, Fotograf, Gestalter, Innenarchitekt und Lehrer.

## Leben
Zwart, geboren 1885 in Zaandijk, gilt als bedeutender konstruktivistischer Designer und, obgleich Autodidakt, ab 1921 Pionier der modernen Typographie. Er besuchte in den Jahren 1902 bis 1907 die Kunstgewerbeschule in Amsterdam. 1908 bis 1913 war er Lehrer für Zeichnen und Kunstgeschichte an einer Mädchenschule in Leeuwarden. Ab 1911 entwarf er Möbel sowie kunstgewerbliche Objekte. Er studierte von 1913 bis zur Mobilmachung im darauf folgenden Jahr an der Technischen Hochschule Delft. Von 1919 an arbeitete er bei Architekten, zuerst bei Jan Wils, ab 1921 als Assistent bei Hendrik Petrus Berlage. Jan Wils machte ihn mit der modernistischen Künstlergruppe De Stijl bekannt, zu deren Mitbegründern Vilmos Huszár gehörte, mit dem Zwart 1920–21 Möbel entwarf. Ab 1923 war er als Werbegrafiker tätig. Bekannt sind vor allem seine Arbeiten für die Nederlandsche Kabelfabriek (NKF) in Delft. Er schuf auch Prospekte für die niederländische Post sowie 1929 eine Briefmarkenserie. 1931 war er Gastdozent am Bauhaus in Dessau. Ab 1935 entwarf Zwart im Auftrag des Türen- und Möbelbauers Bruynzeel eine Einheitsküche, die 1938 präsentiert wurde und sich ab der Mitte der 1940er Jahre auf dem niederländischen Markt durchsetzte. 1944 wurde er von den Nationalsozialisten interniert.

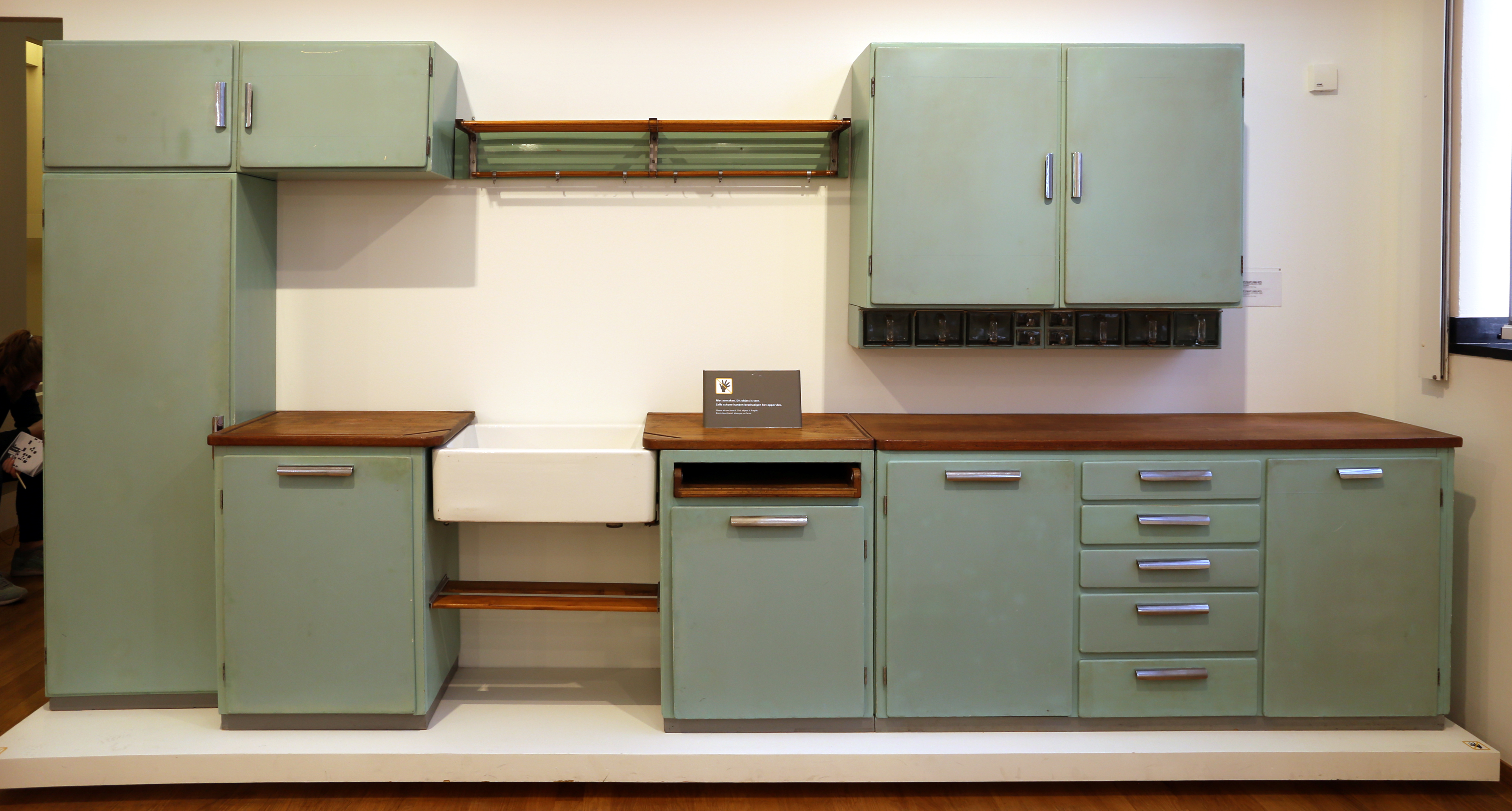
Bruynzeel-Küche (Gemeentemuseum Den Haag)

Im Jahr 1964 wurden einige seiner Arbeiten auf der documenta III in Kassel in der Abteilung Graphik gezeigt.
Zwart war in den 1960er Jahren Mitglied des International Centers for the Typographic Arts (ICTA).

## Nachruhm
Nach Zwart ist das Piet Zwart Institute an der Willem de Kooning Academy der Hogeschool Rotterdam benannt.

## Briefmarken 1931

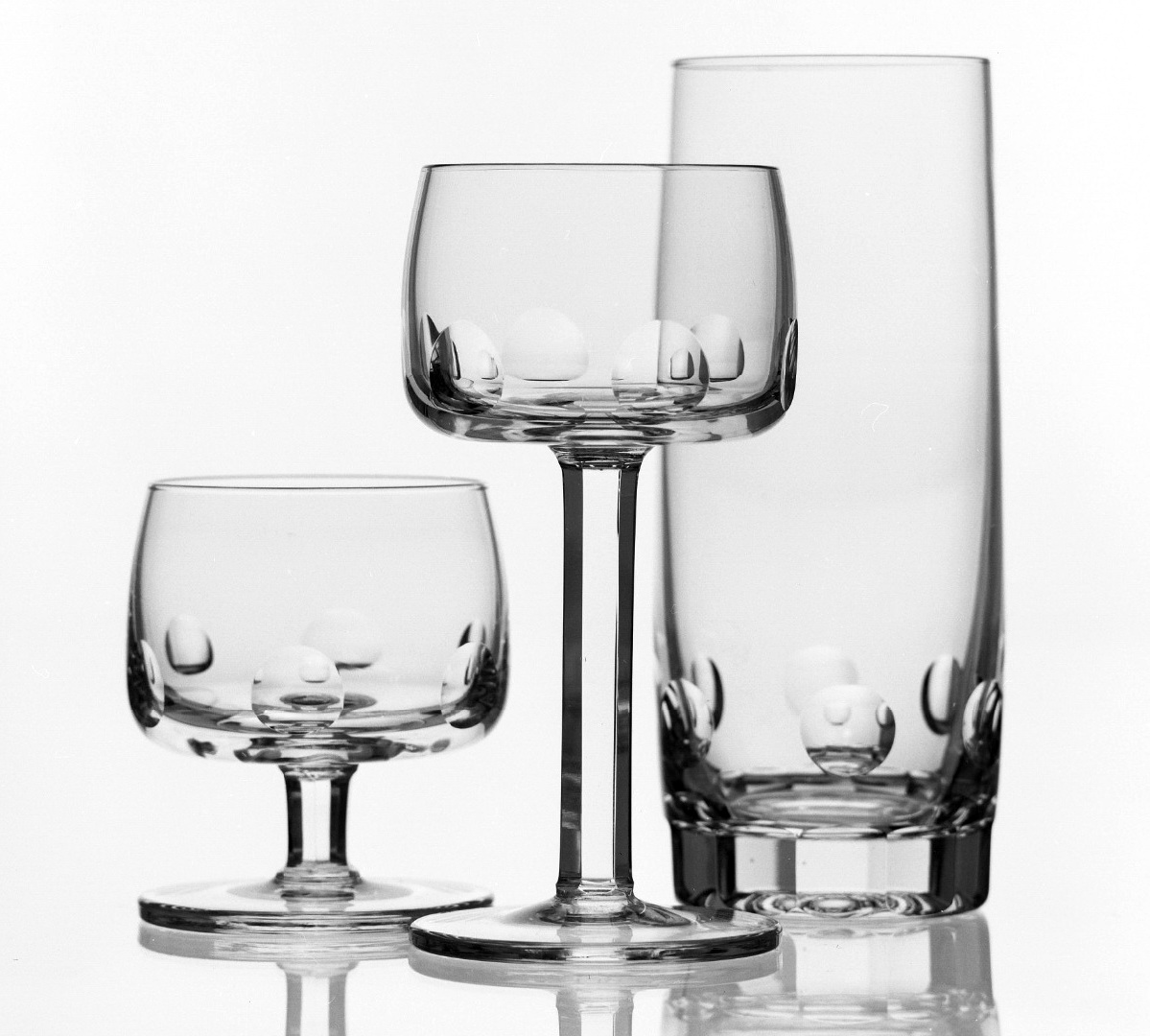
Piet Zwart: Gläser für Kristalunie Maastricht (1928–29)

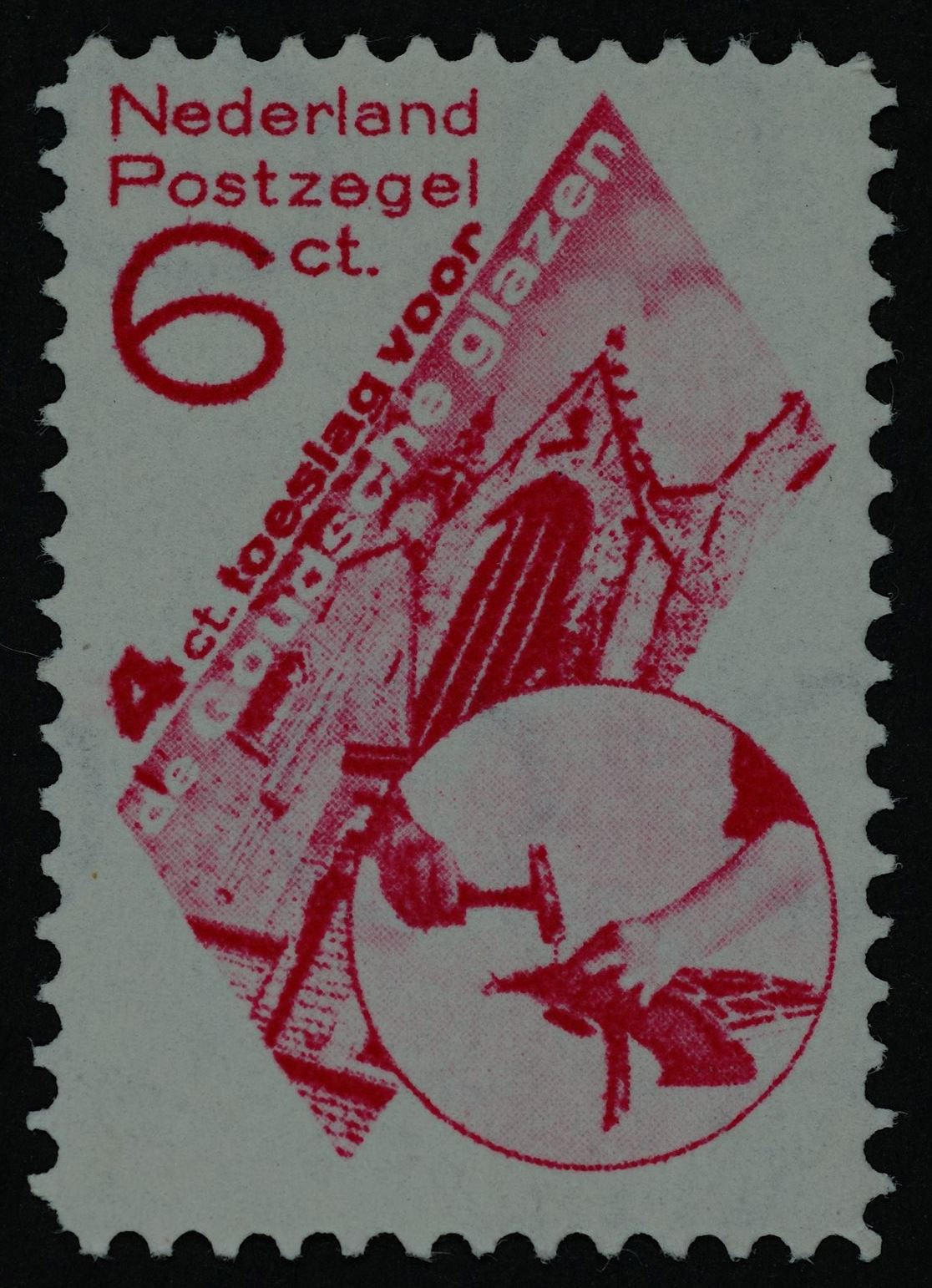
Goudaer Glasfenster
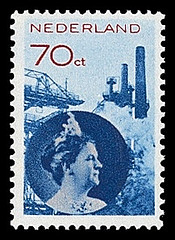
Wilhelmina
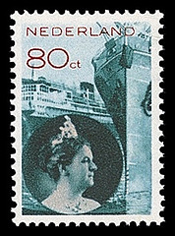
Wilhelmina
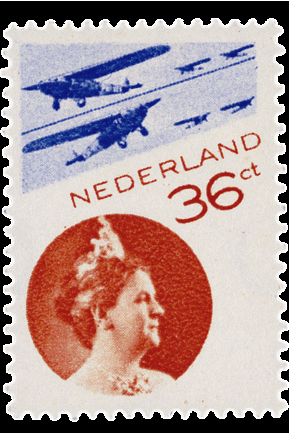
Wilhelmina

## Schriften
- Retrospektive Fotografie. Mit einem einleitenden Text von Kees Broos. Edition Marzona, Düsseldorf, 1981